# 樂活族
樂活族又稱樂活生活、洛哈思主義、樂活，是一個西方傳來的新興生活型態族群，是由音譯LOHAS而來。LOHAS是英語Lifestyles of Health and Sustainability的縮寫，意為以健康及可持續發展的型態過生活

## 歷史與特色
此名詞最早出現在1998年的書籍《文化創造：5000萬人如何改變世界》，作者是美國社會學家保羅·雷（Paul H. Ray），書中對LOHAS族的定義為「一群人在做消費決策時，會考慮到自己與家人的健康和環境責任。」據估計這一族群的市場，在美國就達到有2,289億美金。樂活族的特色是身體力行他們關心的環保議題，除了消費對健康有益、保護環境的商品，也鼓勵大家改變消費態度。在做消費決策時，會考慮到自己與家人的健康和環境責任。
歐美國家開始研究與LOHAS相關的議題，在2006年美國加州所舉辦的LOHAS研討會中提及，有30%的美國成人（約6,300萬）過著這種生活方式，其市場的產值約有2,289億，其中，永續經濟佔764.7億、健康照顧佔307億、健康的生活型態佔300億、個人成長佔106.3億、生態生活佔811.9億。樂活市場投資人很多都是因為自己身體力行，接觸到LOHAS概念的影響成為了樂活族。

## 價值觀
多數的樂活族的生活價值觀和下列有關：
- 健康
- 環境保护
- 社會問題
- 個人發展
- 適可而止的生活態度

LOHAS中，H（Health）指的是「健康的飲食、生活、身心靈的探索與個人成長。」健康的生活型態像是近年逐漸被提倡的生機飲食法、營養補充品等；而最近熱門的運動瑜伽，或是中醫、自然療法、個人成長的出版品等，則都是現代人對於身心靈健康的追求。
而S（Sustainability）指的是「生態永續的精神」，例如可重複使用的能源，或是有機、可回收的產品。

## 市場研究
在各個國家現在正在進行許多樂活族的研究，目前在美國的資料顯示，約有32.3%的成人可代表為樂活族，也就是有6千8百萬左右的消費者屬樂活族。
乐活族的市场包括：
- 有机和天然食品
- 有机和天然个人用品
- 樂活農業
- 再循环材质所制成的时装
- 混合动力和电力汽车
- 绿色可持续建筑
- 节能电器及应用
- 太阳能用品
- 社会责任感
- 天然家具用品
- 天然以及预防型药物

## 全球觀點
雖然樂活族是以美國人為主的族群定義，但目前在全世界引起了不少報導，普遍認為各種文化和國家中都多多少少有樂活族的存在。因為它適合目前的有機食品工業，和消費性文化觀光產業等的推動。另一個與樂活族相關的慢食運動也有異曲同工之妙，慢食運動在於反快餐食品的不健康成份與製造過程。目前這兩股生活型態的趨勢都持續的在進行，而簡樸生活則是在樂活族之前較早被提出的，簡稱為LOVOS（Lifestyles Of VOluntary Simplicity），它主要在於對抗消費至上的奢華主義，從行銷觀點看來，簡樸世代的特色較少也較不明顯，但未來的潛力是相當被期待的。
LOHAS的重點在於「永續精神」，台灣目前多集中在H部分，另在製造業和流通業還有很多努力的空間，像是包裝及垃圾減量等。
在中国，日前通过了在2008年6月1日起禁止免费提供塑料袋的政策。从环保袋的流行，到有机食品和绿色食品的增多，到有机连锁超市的出现。一些乐活杂志和网站就致力于传播乐活的生活方式。乐活的生活方式要想被更多人接受，就必须从生活小事入手，从最简单的改变开始。这样才能做到无止境的乐活。
在香港，有關膠袋徵費的政策已於2009年7月7日起，分階段實行。市民到超級市場、便利店及個人護理用品店購物，每用一個膠袋，要支付0.5元環保徵費。